# Stenostomum gotlandense
Stenostomum gotlandense is een platwormensoort uit de familie van de Stenostomidae. De wetenschappelijke naam van de soort werd voor het eerst geldig gepubliceerd in 2010 door Larsson & Willems en verwijst naar Gotland, de enige plaats waar de soort is aangetroffen.
Het diertje wordt 0,5 millimeter groot en is wittig van kleur.